# Hetaerina pilula
Hetaerina pilula là loài chuồn chuồn trong họ Calopterygidae. Loài này được Calvert mô tả khoa học đầu tiên năm 1901.